# Флаг Славского городского округа
Флаг муниципального образования «Сла́вский городской округ» Калининградской области Российской Федерации — опознавательно-правовой знак, составленный и употребляемый в соответствии с вексиллологическими правилами, служащий символом муниципального образования, единства его территории, населения, прав и самоуправления.
Флаг утверждён 21 декабря 2004 года решением Славского районного совета депутатов № 11 как флаг муниципального образования «Славский район» и внесён в Государственный геральдический регистр Российской Федерации с присвоением регистрационного номера 1770.
5 ноября 2004 года муниципальное образование «Славский район» было наделено статусом городского округа («Славский городской округ»). Законом Калининградской области от 14 декабря 2007 года № 192 данный закон был признан утратившим силу. Де-факто документ был признан не соответствующим Уставу (Основному Закону) Калининградской области Постановлением Уставного Суда Калининградской области от 25 мая 2007 года № 1-П.
Несмотря на это, только 30 июня 2008 года был принят закон Калининградской области № 261, которым муниципальное образование «Славский городской округ» было наделено статусом муниципального района («Славский муниципальный район»).
Законом Калининградской области от 11 июня 2015 года № 423, с 1 января 2016 года все муниципальные образования Славского района: Славское городское поселение, Большаковское сельское поселение, Тимирязевское сельское поселение и Ясновское сельское поселение — были преобразованы, путём их объединения, в Славский городской округ.
Решением окружного Совета депутатов от 29 декабря 2016 года № 109 решение о флаге от 21 декабря 2004 года № 11 было признано утратившим силу и данный флаг был утверждён флагом муниципального образования «Славский городской округ».

## Описание
«Флаг представляет собой прямоугольное полотнище зелёного цвета с соотношением ширины к длине 2:3, в центре которого тонкий жёлтый контур полукруглого гербового щита, в котором возникающая справа и снизу обращённая к древку выходящая жёлтая лосиная голова. Габаритная высота изображения составляет не более 3/4 от ширины полотнища».

## Обоснование символики
Флаг отражает красоту и богатство природы Принеманской низины, географическое положение и историю Славского района и города Славска.
Лось за свою статность и природную красоту был всегда почитаем людьми. «Лесной красавец» — лось является своеобразным природным символом района.